# Réserves naturelles de France (association)
Ne doit pas être confondu avec Réserves naturelles en France.
Réserves naturelles de France (RNF) est une association loi de 1901 créée en 1982 qui anime le réseau français des réserves naturelles.
Créée initialement sous le nom de Conférence permanente des réserves naturelles (CPRN), elle est devenue Réserves naturelles de France en 1994. Son but est la représentation du réseau des réserves naturelles auprès de différentes instances, la centralisation des informations relatives aux réserves naturelles, l'échange des expériences de conservation réalisées, la diffusion de l'information légale auprès des gestionnaires, etc.
RNF fédère près de 700 membres qui interviennent au sein de plus de 350 réserves naturelles. Ses missions sont de 3 ordres : protéger, gérer et faire découvrir. Le siège de l'association est à Dijon, dans le département de la Côte-d'Or.

## Histoire
L'association a été enregistrée au Journal officiel le 14 juillet 1982 sous le nom de Conférence permanente des réserves naturelles. Le 2 février 1994, elle a pris le nom de Réserves naturelles de France.
La loi « Démocratie de proximité » de 2002 a été l'occasion d'un bouleversement complet des textes relatifs aux réserves naturelles : Le statut de réserve naturelle volontaire est supprimé et les conseils régionaux se voient confier la création des nouvelles réserves naturelles régionales.
Pour mieux prendre en compte la nouvelle législation française, les statuts sont modifiés, fin 2007, pour pouvoir accueillir les régions et la collectivité territoriale de Corse.
L'association a fêté ses 30 ans en 2012 et est habilitée depuis 2013 pour prendre part au débat sur l'environnement se déroulant dans le cadre des instances consultatives nationales.
Au 1er septembre 2015, l'association a déménagé de Quetigny à Dijon.
En 2022, l'association fête les 40 ans du réseau des réserves naturelles avec un congrès en octobre aux environs du lac d'Annecy.
| n° | dates | nom                  | Profession/fonction                                                                       |
| -- | ----- | -------------------- | ----------------------------------------------------------------------------------------- |
| 1  | 1982  | Michel Leenhardt     | Ingénieur des eaux et forêts, directeur du PNR de Corse                                   |
| 2  | 1983  | Michel Métais        | Biologiste, ancien directeur de la LPO                                                    |
| 3  | 1985  | Max Jenin            |                                                                                           |
| 4  | 1987  | Antoine Hurand       |                                                                                           |
| 5  | 1991  | Denis Bredin         |                                                                                           |
| 6  | 1994  | Roger Estève         |                                                                                           |
| 7  | 1999  | Luc Barbier          | Gestionnaire de la RNV du Romelaëre                                                       |
| 8  | 2003  | Christian Schwoehrer | Directeur de ASTERS (actuellement)                                                        |
| 9  | 2010  | Gui-François Frisoni | Docteur en écologie aquatique, directeur de la réserve naturelle des bouches de Bonifacio |
| 10 | 2013  | Vincent Santune      | Directeur du CEN des Hauts-de-France                                                      |
| 12 | 2019  | Charlotte Meunier    | Directrice-adjointe de la RNN des Gorges de l'Ardèche                                     |
| 13 | 2023  | Luc Terraz           | Directeur de l'Agence régionale de la biodiversité de Bourgogne-Franche-Comté             |

## Missions
L'association s'appuie sur 3 missions :
- protéger (conservation et police de la nature) ;
- gérer (connaissance, gestion du patrimoine naturel) ;
- faire découvrir (éducation à l'environnement).

Les deux premières missions sont considérées prioritaires par l'État et financées par lui.
L'article 55 de loi du 8 août 2016 pour la reconquête de la biodiversité, de la nature et des paysages, reconnait à "Réserves Naturelles de France", son rôle d'animation et de représentation : "Réserves naturelles de France assure l'animation, la mise en réseau et la coordination technique des réserves naturelles en métropole et en outre-mer. Elle assure à l'échelle nationale leur représentation auprès des pouvoirs publics".

## Membres
L'association regroupe les gestionnaires de réserves naturelles françaises et les autorités de classement. On y trouve des membres actifs (personnes physiques ou morales) et des membres associés. Les membres peuvent être :
- des organismes gestionnaires de réserves naturelles ;
- des professionnels et bénévoles chargés de la protection et de la gestion de ces espaces ;
- des experts et organismes de la protection de la nature ;
- des autorités de classement des réserves naturelles (État et régions).

## Activités
Les grandes orientations de l'activité de RNF sont transcrites dans un plan stratégique.

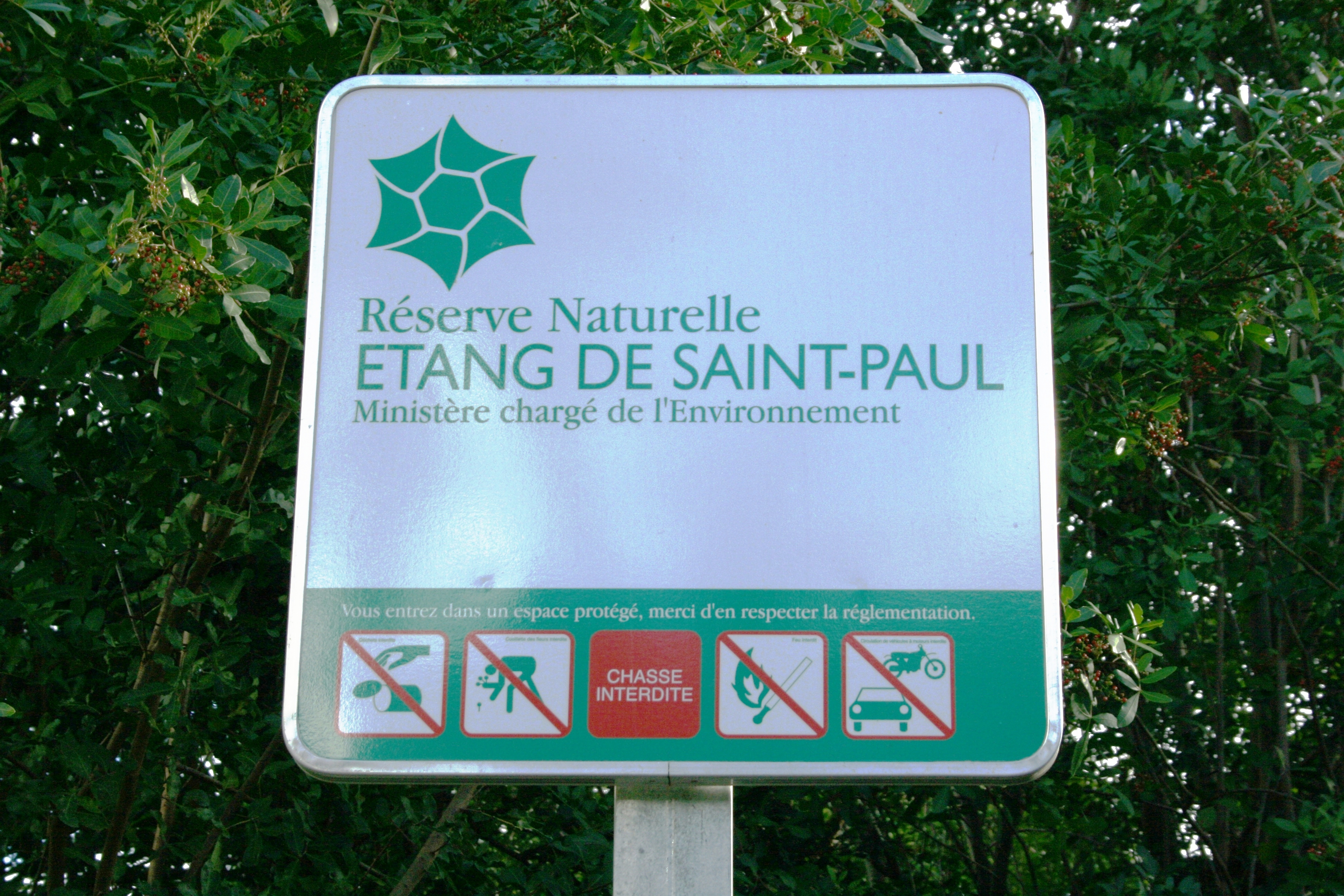
Panneau de la RNN de l'étang de Saint-Paul à La Réunion

L’association s’est dotée de commissions et de groupes de travail spécialisés qui se réunissent et mobilisent, par pôles d’activités, l’ensemble des ressources disponibles. Ces entités traitent de thèmes aussi variés que le patrimoine géologique, l’éducation à l’environnement, la communication, le suivi scientifique, la gestion des milieux, l’outre-mer ou les ressources humaines.
Un congrès annuel réunit les membres. Le congrès d'octobre 2015 à Dunkerque, était un congrès commun avec la Fédération des conservatoires d'espaces naturels. Les congrès suivants ont eu lieu en avril 2016 à Salavas, dans l’Ardèche, en mai 2017 à la Martinique, en avril 2018 à Ronce-les-Bains, en juin 2019 dans les Hautes-Alpes. Le congrès 2020 qui devait se tenir en avril à Dijon a été reporté en raison de la crise sanitaire. Le dernier congrès a eu lieu en Ardèche en mai 2023.

## Financement
En 2014, environ la moitié du financement de l'association provient de l'État à travers une dotation de fonctionnement (CPO). Le reste du financement provient des cotisations, prestations, ventes, dons et legs.
L'association est habilitée à recevoir des contributions par le mécénat.

## Opérations
RNF est associée à divers programmes et opérations :
- l’opération « Cœurs de nature »[18] ;
- l’opération Fréquence Grenouille ;
- la fête de la Nature[19] ;
- Le Jour de la Nuit[20].

## Partenariat et mécènes
Elle est en relation avec de nombreux partenaires, organismes ou réseaux :
- la Fédération des conservatoires d'espaces naturels ;
- l’Office français de la biodiversité ;
- la région Île-de-France ;
- Natureparif ;
- l’Office national des forêts ;
- l’Agence des aires marines protégées et parcs naturels marins ;
- l’Inventaire national du patrimoine naturel[22] ;
- la Fondation du patrimoine[23] ;
- RTE[24] ;
- la Fédération des conservatoires botaniques nationaux[25] ;
- le Crédit coopératif[26].

## Publications
- Réserves naturelles de France et Alain Chiffaut, Guide méthodologique des plans de gestion des réserves naturelles, vol. 79, Montpellier, Atelier techniques des espaces naturels, coll. « Cahiers techniques », 2006, 3e éd., 72 p. (ISBN 978-2-912801-72-2, lire en ligne)
- Charte pour la santé au travail dans les réserves naturelles
- Max Jonin, Mémoire de la Terre : Patrimoine géologique français, Lonay (Suisse)/Paris, Delachaux et Niestlé, 2006, 191 p. (ISBN 2-603-01383-1)
- Nicolas Gendre, Antoine Reillé et Francis Meunier, Oiseaux des réserves naturelles de France, Lonay(Suisse)/Paris, Delachaux et Niestlé, 2007, 191 p. (ISBN 978-2-603-01437-0)
- Gilbert Cochet, Fleuves et rivières sauvages : Au fil des réserves naturelles de France, Lonay(Suisse)/Paris, Delachaux et Niestlé, 2010, 191 p. (ISBN 978-2-603-01619-0)
- Françoise Mosse, À la découverte des réserves naturelles de France, Nathan, 2005, 390 p. (ISBN 978-2-09-278025-1)
- Le référentiel des métiers des réserves naturelles
- Les carnets des réserves naturelles avec le magazine Terre sauvage[27]
- Les cahiers RNF
  - n°1 « Herbivorie et dynamique des milieux », sur RNF
  - n°2 « Evaluation de l'état de conservation (habitats forestiers et éco-complexes alluviaux) », sur RNF
  - n°3 « Mise sous cloche ou intégration aux territoires, résultats de la thèse de C. Therville », sur RNF
  - n°4 « Connaitre la biodiversité...pour quoi faire ? », sur RNF
  - n°5 « Archives environnementales et évolution des écosystèmes. Étudier le passé pour comprendre le présent et éclairer l’avenir », sur RNF
  - n°6 « Cahier de géologie »(Archive.org • Wikiwix • Archive.is • Google • Que faire ?), sur RNF
  - n°7 « Le patrimoine forestier des réserves naturelles - Focus sur les forêts à caractère naturel », sur RNF
  - n°8 « Guide technique de mise en œuvre d'une étude Syrph the Net - Retours d'expérience de l'Atelier du groupe inter-réseaux Syrphes », sur RNF
  - n°9 « Prise en compte de la fonge dans les espaces naturels », sur pearltrees.com

RNF développe et publie également le logiciel Séréna, permettant de créer et gérer facilement des bases de données faune-flore.